# Robin Knoche
Robin Knoche (ur. 22 maja 1992 w Brunszwiku) – niemiecki piłkarz występujący na pozycji obrońcy.